# Il marchio di Merlino
Il marchio di Merlino è il secondo volume della serie di Jack Whyte intitolata in italiano Io Lancillotto. Il titolo originale è Clothar the Frank, si tratta di una pubblicazione divisa in due parti che racconta la storia dell'uomo che diventerà Lancillotto. È stato pubblicato dalla Piemme.

## Trama
Continua la storia di Clothar, cavaliere di origine franca sbarcato in Britannia dopo aver combattuto in patria, a fianco dell'amico Perceval, contro il fratellastro Gunthar. Il mentore di Clothar, il vescovo Germano, lo ha inviato sull'isola ad aiutare l'amico Merlino, mago e cavaliere, condottiero e stregone, per riportare la pace. Clothar fa la conoscenza di Merlino, e poi incontra casualmente e sconfigge in duello quello che sarà il suo futuro re, Artù Pendragon.

## Edizioni
- Jack Whyte, Il marchio di Merlino, traduzione di Alessandra Dusi, collana Io Lancillotto, Piemme, 2006,  p. 403, ISBN 88-384-5491-4.